# Conjunto histórico de Vélez-Málaga
El conjunto histórico de Vélez-Málaga, declarado Bien de Interés Cultural está situado en la provincia de Málaga, comunidad autónoma de Andalucía, España.
Vélez-Málaga es un núcleo urbano que se localiza en una zona muy próxima a la costa malagueña, asentándose sobre una zona en promontorio que le confiere un alto valor paisajístico al quedar rodeada por las estribaciones de la Sierra de Tejeda. Su emplazamiento facilitó su defensa, siendo un lugar estratégico para controlar los accesos desde la costa mediterránea hacia el resto de la península ibérica a través de la comarca de la Axarquía. Este privilegiado asentamiento, junto a la disponibilidad de agua y tierras aptas para el cultivo, le concedieron una importancia histórica notable.

## La ciudad árabe
Vélez-Málaga tiene un origen romano/tardorromano justificado por la despoblación que se produjo desde las costas hacia el interior, pero fue en época islámica cuando se constituyó realmente como núcleo urbano con nombre de origen árabe: Ballax, Ballix, Aballix o Ballix-Malica. La ciudad musulmana se estructuraba con la Fortaleza en el punto más alto de la población, de gran valor defensivo y estratégico, extendiéndose en la falda occidental del monte, en lo que hoy se conoce con el nombre de "La Villa", que conserva en su trazado urbanístico la huella de esta cultura; y en la falda sur el primer barrio extramuros, que se extiende hasta el cauce del arroyo que circundaba el cerro, el "Arrabal de San Sebastián". La ciudad quedaba ceñida por un cinturón de muralla que la rodeaba, englobando la fortaleza, y contaba con cuatro puertas principales conectadas con las distintas vías de comunicación con la ciudad: la puerta de Granada al norte, la de Antequera al noroeste, la del Arrabal al sur, y la Puerta Real al oeste; siendo esta última la única que se mantiene completa en la actualidad.

## La ciudad cristiana
A partir de la conquista cristiana en 1487, se produjo el progresivo abandono de la ciudad por parte de la población musulmana, y una paulatina "cristianización" de la misma, que tendrá un claro reflejo en la configuración morfológica del núcleo urbano, convirtiéndose su mezquita mayor en la actual Iglesia de Santa María. La ciudad creció de acuerdo con sus nuevas funciones y se desarrolló de forma escalonada, a modo de anfiteatro, hacia las zonas más bajas, donde las nuevas "fundaciones" que tuvieron lugar con la conquista sirvieron de foco de atracción de la población que, al desbordar el recinto amurallado, se asentó en sus alrededores, conformándose así los nuevos barrios en torno a iglesias y conventos

## Descripción actual
En la actualidad, la imagen por antonomasia de la ciudad la componen los dos cerros enfrentados, el de la Fortaleza, donde destacan los restos de la Torre del Homenaje y la Iglesia mudéjar de Santa María, y el cerro de San Cristóbal, coronado por la Ermita de los Remedios, desde donde se desparrama una arquitectura menuda, de formas cúbicas en tonos blancos que se adaptan al terreno, conformada por los barrios de "La Villa" y del "Arrabal de San Sebastián".
Extramuros, en lo que corresponde con el desarrollo a partir del siglo XVI, se presenta una arquitectura mudéjar y barroca de bastante interés, con palacios y ejemplos residenciales característicos (Palacio de Beniel, Casa de Cervantes ...), así como una serie de iglesias y conventos en torno a los cuales se fue conformando la trama urbana (Iglesia de San Juan, Iglesia del Carmen, Convento de Santiago, Convento de las Carmelitas, Convento de Gracia...), dando lugar a calles muy pintorescas y con singulares perspectivas urbanas sobre los propios monumentos que la configuran.